# Chapelle de la Transfiguration du Sauveur de Thessalonique
La chapelle de la Transfiguration du Sauveur (en grec moderne : Ναός Μεταμόρφωσης του Σωτήρα / Metamórfosis tou Sotíra) ou église du Sauveur est une chapelle byzantine du XIVe siècle située à Thessalonique, en Grèce. Elle se trouve au sud de la rue Egnatía (el), près de l'Arc de Galère et non loin des églises de l'Ypapantís (el) et Panagoúda (el). L'emplacement au-dessous du niveau actuel du bâtiment et sa petite taille rendent l'édifice discret. La chapelle fait partie du patrimoine mondial de l'UNESCO depuis 1988 au sein du bien intitulé « Monuments paléochrétiens et byzantins de Thessalonique ».

## Histoire
La chapelle a vraisemblablement été construite comme église funéraire vers 1350 et était initialement consacrée à la Mère de Dieu (Panagía). Elle n'a jamais été convertie en mosquée lors de la domination ottomane. Elle a subi de graves dommages lors du tremblement de terre de 1978 (en), qui ont ensuite été réparés; des fouilles archéologiques ont été menées en parallèle.

## Architecture
La partie inférieure du monument est composée de pierres brutes tandis que la partie supérieure est construite en briques. La chapelle présente un plan centré tétraconque, avec un dôme reposant sur un tambour relativement haut divisé par des archivoltes et demi-colonnes aveugles. Devant la salle centrale se trouve un narthex construit en 1936 à l'emplacement d'un plus ancien. Les fresques de la coupole représentent le Christ triomphant dans l'auréole centrale, qui est porté par des anges, en compagnie de la Mère de Dieu et des apôtres. Entre les fenêtres du tambour apparaissent huit prophètes, au-dessus de représentations de la vie du Christ.